# Santa Cruz, Yucatán
Santa Cruz är en ort i Mexiko.   Den ligger i kommunen Chemax och delstaten Yucatán, i den östra delen av landet, 1 200 km öster om huvudstaden Mexico City. Santa Cruz ligger 26 meter över havet och antalet invånare är 336.
Terrängen runt Santa Cruz är mycket platt. Runt Santa Cruz är det glesbefolkat, med 15 invånare per kvadratkilometer. Närmaste större samhälle är Nuevo Xcán, 15,1 km öster om Santa Cruz. I omgivningarna runt Santa Cruz växer i huvudsak städsegrön lövskog.